# UCI ProTour de 2006
O UCI ProTour de 2006 foi a segunda edição do sistema UCI ProTour, no qual as equipas de categoria UCI ProTeam (primeira categoria) tiveram garantida e obrigatória a participação em todas as carreiras com dita denominação de UCI ProTour.
O prelúdio do UCI ProTour de 2006 esteve dominado por uma disputa entre os organizadores das Grandes Voltas e a UCI que pôs em dúvida a participação das três Grandes na competição. a 7 de abril de 2006 atingiu-se finalmente um acordo entre ambas partes, garantindo o futuro do ProTour.
A partir desta edição desaparece do calendário UCI ProTour o Campeonato do Mundo de Ciclismo (prova em estrada) com o que essa carreira só foi pontuável na edição do 2005.

## Equipas (20)
| - França (5) - Ag2r - Bouygues Télécom - Cofidis, Le Crédit par Téléphone - Crédit Agricole - Française des Jeux - Suíça (1) - Phonak Hearing System | - Espanha (4) - Liberty Seguros-Würth/Astana-Würth Team - Caisse d'Epargne-Illes Balears - Euskaltel-Euskadi - Saunier Duval-Prodir - Dinamarca (1) - Team CSC | - Itália (3) - Lampre-Fondital - Liquigas - Team Milram - Países Baixos (1) - Rabobank | - Bélgica (2) - Davitamon-Lotto - Quick Step-Innergetic - Alemanha (2) - Gerolsteiner - T-Mobile Team - Estados Unidos (1) - Discovery Channel Pro Cycling Team |

Ademais, também puderam participar mediante convite equipas de categoria Profissional Continental (segunda categoria) ainda que sem poder pontuar.

## Carreiras (31)
| Data                        | Carreira                     | Vencedor                   | Equipa do vencedor             |
| --------------------------- | ---------------------------- | -------------------------- | ------------------------------ |
| 5-12 de março               | Paris-Nice                   | Floyd Landis               | Phonak Hearing Systems         |
| 8-14 de março               | Tirreno Adriático            | Thomas Dekker              | Rabobank                       |
| 18 de março                 | Milão-Sanremo                | Filippo Pozzato            | Quick Step-Innergetic          |
| 2 de abril                  | Volta à Flandres             | Tom Boonen                 | Quick Step-Innergetic          |
| 3-8 de abril                | Volta ao País Basco          | José Ángel Gómez Marchante | Saunier Duval-Prodir           |
| 5 de abril                  | Gante-Wevelgem               | Thor Hushovd               | Crédit Agricole                |
| 9 de abril                  | Paris-Roubaix                | Fabian Cancellara          | CSC                            |
| 16 de abril                 | Amstel Gold Race             | Frank Schleck              | CSC                            |
| 19 de abril                 | Flecha Valona                | Alejandro Valverde         | Illes Balears-Caisse d´Epargne |
| 23 de abril                 | Liege-Bastogne-Liege         | Alejandro Valverde         | Illes Balears-Caisse d´Epargne |
| 25-30 de abril              | Volta à Romandia             | Cadel Evans                | Davitamon-Lotto                |
| 6-28 de maio                | Giro d'Italia                | Ivan Basso                 | CSC                            |
| 15-21 de maio               | Volta à Catalunha            | David Cañada               | Saunier Duval-Prodir           |
| 4-11 de maio                | Critérium du Dauphiné Libéré | Levi Leipheimer            | Gerolsteiner                   |
| 10-18 de junho              | Volta à Suíça                | Jan Ullrich                | T-Mobile                       |
| 18 de junho                 | Eindhoven CRE                | Team CSC                   | CSC                            |
| 1-23 de julho               | Tour de France               | Óscar Pereiro              | Illes Balears-Caisse d´Epargne |
| 30 de julho                 | HEW Cyclassics               | Óscar Freire               | Rabobank                       |
| 1-9 de agosto               | Volta à Alemanha             | Jens Voigt                 | CSC                            |
| 12 de agosto                | Clássica de San Sebastián    | Xavier Florencio           | Bouygues Télécom               |
| 16-23 de agosto             | Eneco Tour                   | Stefan Schumacher          | Gerolsteiner                   |
| 27 de agosto                | G. P. Plouay                 | Vincenzo Nibali            | Liquigas                       |
| 28 de agosto-19 de setembro | Volta a Espanha              | Alexandre Vinokourov       | Astana-Würth                   |
| 4-10 de setembro            | Volta à Polónia              | Stefan Schumacher          | Gerolsteiner                   |
| 1 de outubro                | G. P. Zurich                 | Samuel Sánchez             | Euskaltel-Euskadi              |
| 8 de outubro                | Paris-Tours                  | Frédéric Guesdon           | Française des Jeux             |
| 14 de outubro               | Giro de Lombardia            | Paolo Bettini              | Quick Step-Innergetic          |

## Classificações

### Classificação individual
| Posição | Ciclista           | Equipa                         | Pontos |
| ------- | ------------------ | ------------------------------ | ------ |
| 1       | Alejandro Valverde | Caisse d'Epargne-Illes Balears | 285    |
| 2       | Samuel Sánchez     | Euskaltel-Euskadi              | 213    |
| 3       | Frank Schleck      | CSC                            | 165    |
| 4       | Cadel Evans        | Davitamon-Lotto                | 162    |
| 5       | Andrey Kashechkin  | Astana-Würth                   | 156    |

### Classificação por equipas
| Posição | Equipa                         | Pontos |
| ------- | ------------------------------ | ------ |
| 1       | CSC                            | 388    |
| 2       | Caisse d'Epargne-Illes Balears | 350    |
| 3       | Rabobank                       | 346    |
| 4       | Discovery Channel              | 327    |
| 5       | Lampre-Fondital                | 327    |

### Classificação por países
| Posição | País           | Pontos |
| ------- | -------------- | ------ |
| 1       | Espanha        | 808    |
| 2       | Itália         | 651    |
| 3       | Alemanha       | 475    |
| 4       | Austrália      | 340    |
| 5       | Estados Unidos | 316    |

- Actualizado a 14 de outubro de 2006 (final, depois do Giro de Lombardia).